# Hungarologie
Die Hungarologie (auch Ungarische Philologie) ist ein Teilgebiet der Finnougristik und umfasst das Studium der ungarischen Sprache und Kultur. Es setzt sich im Allgemeinen aus Sprachwissenschaft, Literaturwissenschaft, Geschichte, Kunstgeschichte und Volkskunde zusammen. Außerhalb Ungarns kommt meist noch der Spracherwerb hinzu.

## Allgemeines
Die Hungarologie wurde im ersten Viertel des 20. Jahrhunderts inhaltlich und organisatorisch am Ungarischen Institut der Friedrich-Wilhelm-Universität in Berlin ausgeprägt. Als graduales und postgraduales Bildungsprogramm sah sie eine fächer- und raumübergreifende wissenschaftliche Ungarnkunde außerhalb Ungarns und mit stetigen Bezügen zu nichtungarischen Themen vor. Sie umfasste neben der Philologie auch die Geschichts-, Rechts-, Wirtschafts- und Kunstwissenschaft sowie die Volkskunde. Ihre frühen wesensbestimmenden Merkmale – die Interdisziplinarität, Überregionalität und Internationalität – haben nach dem Zweiten Weltkrieg in die deutsche Ost-, Ostmittel- und Südosteuropawissenschaft diskursiv Eingang gefunden. Ihre Befürworter stützen sich auf das Hauptargument, dass die Gesamtsicht der Forschung und Lehre auf den Großraum vom Baltikum bis zur Adria und von den Alpen bis zum Balkan auch den Zugang zu den historischen Überlieferungen und zeitgeschichtlichen Lagen der nichtslawischen Völker erfordert. Dazu gehört Ungarn als Staat und Nation, in seinen inneren und äußeren Beziehungssystemen.
Eine weitere Begründung für die Forderung nach konzeptioneller Breite und regionaldisziplinäre Einbettung ergibt sich aus den Binnenstrukturen dieses Arbeitsgebiets. Die Hungarologie wurde von der ungarischen Wissenschaftspolitik der späten 1970er Jahre auf literatur- und sprachwissenschaftliche sowie ethnographische Tätigkeiten eingeschränkt. Diese enge Konzeption lässt arbeitsteilige Ausbreitungen auf benachbarte Disziplinen selten zu. Sie ist heute vor allem in der Finnougristik/Uralistik und der Sprachdidaktik anzutreffen. Ihre Anhänger begreifen die Hungarologie hauptsächlich als Fach der Fremdsprache Ungarisch, das landeskundliche Kenntnisse mit popularisiert. 
Die Vermittlung des Ungarischen ist keine Forschung, sondern eine Voraussetzung für die Forschungsarbeit mit dem in dieser Sprache vorliegenden Primär- und Sekundärschrifttum. Dem Anspruch auf Einheit von Forschung und Lehre kann die Hungarologie nur mit eigenständigen Forschungsleistungen genügen. Als Teilgebiet der geschichts-, gesellschafts-, wirtschafts- und kulturwissenschaftlichen Ost-, Ostmittel- und Südosteuropastudien vermag sie ihre Untersuchungsgegenstände in größere europäische Zusammenhänge einzufügen. So kann sie zugleich eine erhöhte Anziehungskraft auf breite Kreise von Studenten, Doktoranden und Graduierten entfalten. Die internationale Spitzenforschung erwartet von der Hungarologie ihre Neugestaltung durch eine areale und fächerübergreifende Behandlung ungarischer bzw. ungarnbezogener Themen, die somit eine Mitgestaltung der Ost-, Ostmittel- und Südosteuropastudien nach sich zieht. 
Dieses Vorhaben lässt im Hochschulbetrieb Deutschlands noch zu wünschen übrig. Von den finnougristisch/uralistischen Universitätsinstituten verfügt nur jenes in Hamburg über ein Fachprofil Hungarologie, das allerdings linguistischen Schwerpunkten untergeordnet ist. Die seit der Mitte der 1990er Jahre literaturwissenschaftliche Spezialisierung am Seminar für Hungarologie der Humboldt-Universität zu Berlin hat es nicht verhindern können, dass der dortige Magister Artium-Studiengang mit dem zuletzt im Wintersemester 2003/2004 immatrikulierten Jahrgang ausläuft. Mit ihrer aktuellen Neustrukturierung plant die Berliner Hungarologie ihre interdisziplinäre und interphilologische Ausweitung. In München laufen die Bemühungen um die Modernisierung der Hungarologie im Rahmen der Kooperationen zwischen dem Ungarischen Institut München und dem  Historischen Seminar der Ludwig-Maximilians-Universität. Das periodische Publikationsforum der Hungarologie als interdisziplinäre Regionalwissenschaft ist das vom seit 2009 in Regensburg ansässigen Ungarischen Institut München e. V. herausgegebene Ungarn-Jahrbuch, Zeitschrift für interdisziplinäre Hungarologie. An der Universität Regensburg wurde Anfang 2013 ein Ungarn-Zentrum gegründet, das u. a. in Ergänzung des bereits bestehenden Ost-Südosteuropa-Schwerpunktes der Universität Regensburg ein als Hungaricum bezeichnetes Studienprogramm anbietet.
Der Vorläufer der Hungarologie wurde an der Universität Wien am Anfang des 19. Jahrhunderts bereits als Hungaristik (ungarische Sprache und Literatur; Geschichte, Kultur- und Landeskunde Ungarns) eingeführt. Die Begriffe Hungaristik, Hungarist, hungaristisch usw. werden seit Ende des Zweiten Weltkriegs jedoch grundsätzlich vermieden, da sie seit den 1930er Jahren von den ungarischen Faschisten, die sich selbst auch Hungaristen nannten, vereinnahmt wurden. Die Hungarologie ist seit 1974 am Institut für Finno-Ugristik beheimatet (Károly Rédei 1974–2000, Johanna Laakso seit 2000) und ist als ein Schwerpunkt in der Lehr- und Forschungstätigkeit innerhalb der Finno-Ugristik vertreten. Bis 2003 war sie als Spezialisierung des Finno-Ugristikstudiums zu studieren. Mit den Studienplanreformen beginnend 2003 wurde die Hungarologie zu einem eigenständigen Bachelor- und Masterstudium neben den Studien der Fennistik und Finno-Ugristik.

## Hochschulen und außeruniversitäre Forschungseinrichtungen
Hungarologie kann im deutschsprachigen Raum an folgenden Hochschulen studiert werden bzw. ist an folgenden Einrichtungen vertreten:
- Humboldt-Universität zu Berlin, Institut für Slawistik - Ungarische Literatur und Kultur
- Georg-August-Universität Göttingen, Finnisch-Ugrisches Seminar,
- Universität Hamburg, Zentrum für Hungarologie
- Ludwig-Maximilians-Universität München, Institut für Finnougristik/Uralistik
- Universität Wien, Institut für Finno-Ugristik: Bachelor- sowie Masterstudium der Hungarologie
- Ungarisches Institut München, Ungarisches Institut München

Innerhalb Ungarns bietet die Universität Debrecen aus mehreren Fächern kombinierte Studien für Hungarologie an.